# ウィル・ビー・トゥゲザー
「ウィル・ビー・トゥゲザー」 (We'll Be Together) は、イギリスのシンガーソングライター、スティングの楽曲。2枚目のソロ・アルバム『ナッシング・ライク・ザ・サン』に収録されており、第1弾シングルとしてリリースされた。

## 概要
「ウィル・ビー・トゥゲザー」は本人出演のキリンラガービールのCMのために書き下ろされた。
2004年にはアニー・レノックスとデュエットしたヴァージョンが新たに録音され、同年の映画『ブリジット・ジョーンズの日記 きれそうなわたしの12か月』のサントラ盤に収録された。

## トラックリスト
| #  | タイトル                                   | 作詞 | 作曲・編曲 |
| -- | ------------------------------------------ | ---- | ---------- |
| 1. | 「ウィル・ビー・トゥゲザー」               |      |            |
| 2. | 「イングリッシュマン・イン・ニューヨーク」 |      |            |
| 3. | 「カンバセーション・ウィズ・ア・ドッグ」   |      |            |